# 쓰카다촌
쓰카다촌(塚田村)은 지바현 히가시카쓰시카군에 일찍이 존재했던 촌이다. 현재의 후나바시시 중서부에 해당한다.

## 개요
쓰카다촌은 1889년에 마에가이즈카촌, 고가이즈카촌(현 아사히정), 교다촌의 3개 촌이 합병해 탄생했다. 마을 이름은 마에가이즈카, 고가이즈카의 '塚'와 교다의 '田'을 각각 한 글자씩 조합하여 명명되었으며, 1937년 후나바시정 등과 합병해 후나바시시가 설치되면서 폐지되었다. 

## 교통

### 철도
- 도부 철도
  - 노다선